# Christian Henning (Fußballspieler)
Christian Henning (* 21. Januar 1977) ist ein ehemaliger deutscher Fußballspieler.
Der Mittelfeldspieler Henning gelangte über die Jugendstation Schweriner SC in die Jugendabteilung des F.C. Hansa Rostock, bei dem ihm 1996 der Übergang in den Herrenbereich gelang. So kam Henning für Hansas Reservemannschaft in der Spielzeit 1996/97 der viertklassigen Oberliga Nordost zu 26 Einsätze, in denen er mit insgesamt drei erzielten Toren auch zum Aufstieg in die drittklassige Regionalliga Nordost beitrug, nachdem die Mannschaft erst in der Vorsaison aus der Verbands- in die Oberliga aufgestiegen war. Daraufhin absolvierte Henning in der Spielzeit 1997/98 30 Regionalliga-Einsätze, wobei er insgesamt zwei Tore erzielen konnte, stieg mit der Mannschaft jedoch als Tabellenletzter umgehend wieder in die Oberliga ab.
Von 1998/99 bis 2000/01 kam Henning noch in 85 Spielen (neun Tore) für Hansas Reserve zum Einsatz, bevor er im Sommer 2001 zum SV Babelsberg 03 wechselte, der als Aufsteiger in die 2. Bundesliga mit Henning, Lars Kampf und Thomas Möller gleich drei Akteure aus Hansas Reserve verpflichtete. In der Zweitliga-Spielzeit 2001/02, in welcher Babelsberg den umgehenden Wiederabstieg in die Regionalliga hinnehmen musste, kam Henning daraufhin zu zwölf torlosen Einsätzen zu Saisonbeginn. Nachfolgend kam er verletzungsbedingt jedoch nicht mehr für Babelsbergs erste Mannschaft zum Einsatz, spielte zwischenzeitlich für die Babelsberger Reservemannschaft.